# Pointel
Pointel ist eine französische Gemeinde mit 305 Einwohnern (Stand: 1. Januar 2022) im Département Orne in der Region Normandie (vor 2016 Basse-Normandie). Sie gehört zum Arrondissement Argentan und zum Kanton Athis-Val de Rouvre (bis 2015 Briouze). Die Einwohner werden Pointellais genannt.

## Geographie
Pointel liegt etwa 23 Kilometer westsüdwestlich vom Stadtzentrum von Argentan. An der östlichen Gemeindegrenze verläuft der Fluss Rouvre, im Westen sein Zufluss Val du Breuil. Umgeben wird Pointel von den Nachbargemeinden Saint-André-de-Briouze im Norden und Nordosten, Saint-Hilaire-de-Briouze im Osten, Lignou im Süden, Le Ménil-de-Briouze im Südwesten sowie Briouze im Westen und Nordwesten.

## Bevölkerungsentwicklung
| 1962                      | 1968 | 1975 | 1982 | 1990 | 1999 | 2006 | 2011 | 2016 |
| ------------------------- | ---- | ---- | ---- | ---- | ---- | ---- | ---- | ---- |
| 235                       | 232  | 224  | 213  | 230  | 254  | 383  | 300  | 326  |
| Quelle: Cassini und INSEE |      |      |      |      |      |      |      |      |

## Sehenswürdigkeiten

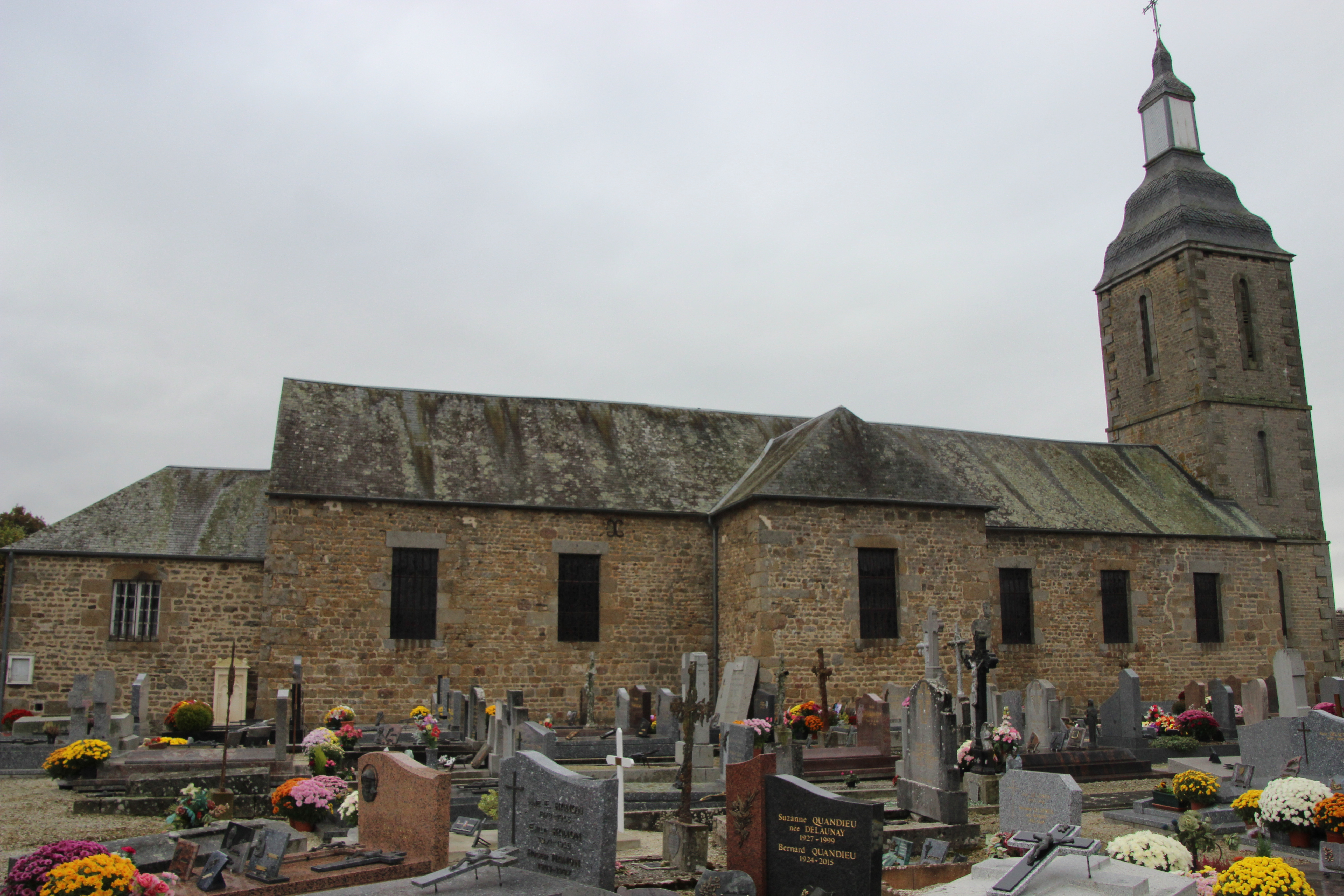
Kirche Saint-Aubin

- Kirche Saint-Aubin